# Ermera
Ermera (Vila Ermera, bis 1936: Hermera) ist die ehemalige Hauptstadt der osttimoresischen Gemeinde Ermera.

## Name
„Ermera“ bedeutet auf Mambai „rotes Wasser“. Die Vorfahren der heutigen Einwohner der Region fanden als sie in das Land kamen hier eine Quelle mit blutrotem Wasser.

## Geographie

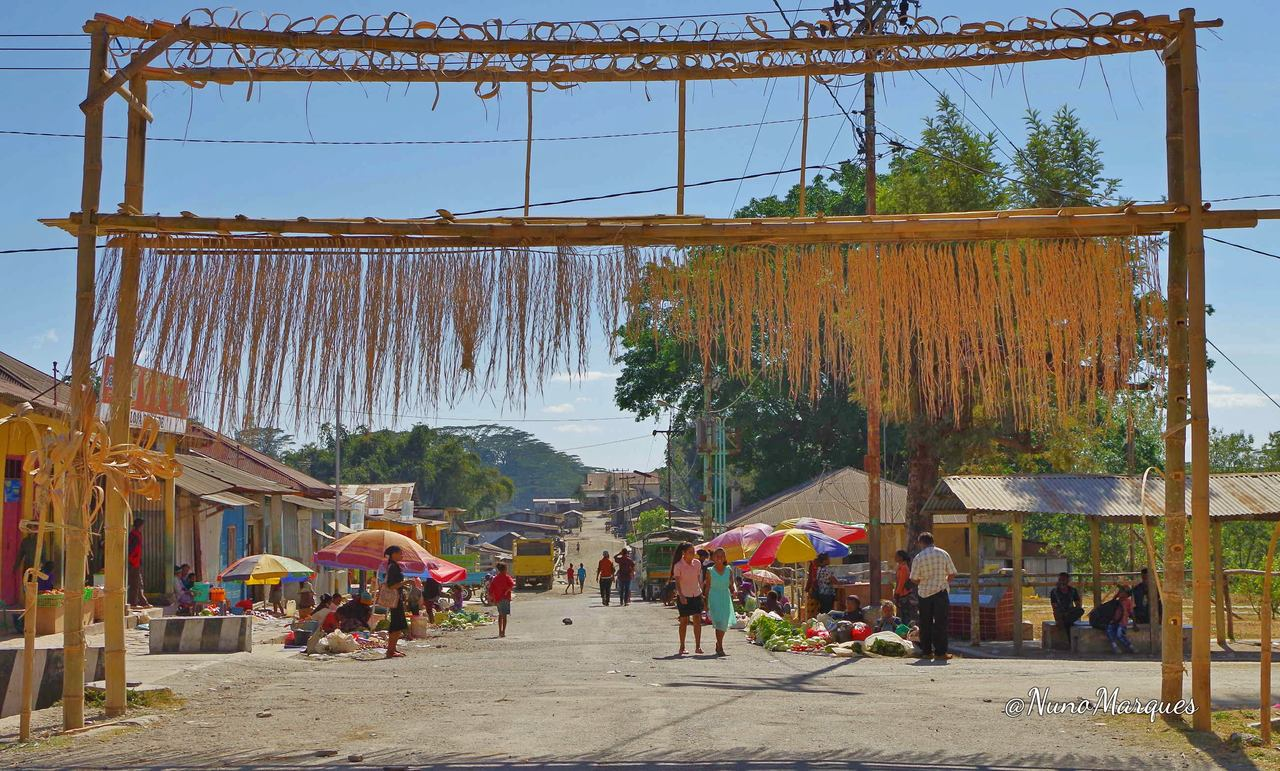
Hauptstraße in Ermera mit Blick auf die Villa des ehemaligen Großgrundbesitzers der Region

Die Siedlung Ermera, im Zentrum des Sucos Poetete Vila (Verwaltungsamt Ermera), ist eine lose zusammenhängende Siedlung aus den Orten Poetete, Poepun (Poepung) und Loblala. Ermera liegt 1195 m über dem Meer. Zur Landeshauptstadt Dili sind es in Luftlinie etwa 30 km nach Nordosten, auf der Straße durch das Bergland sind es vorbei an der Gemeindehauptstadt Gleno 58 km. Im Ort leben 13.142 Einwohner (2006).

## Klima
Die Durchschnittstemperatur beträgt über das Jahr 22,2 °C, die höchste Monatsdurchschnittstemperatur 26,8 °C und die niedrigste 17,6 °C. Gerade nachts kann es unangenehm kühl werden.

## Geschichte
Während der Schlacht um Timor im Zweiten Weltkrieg war Ermera der einzige portugiesische Militärposten, der nicht von den Japanern erobert wurde. Stattdessen besetzte die Sparrow Force der Alliierten Ermera 1942 mehrmals. Die Kirche, der Militärposten und andere Gebäude wurden im Krieg zerstört,

Ermera 1946
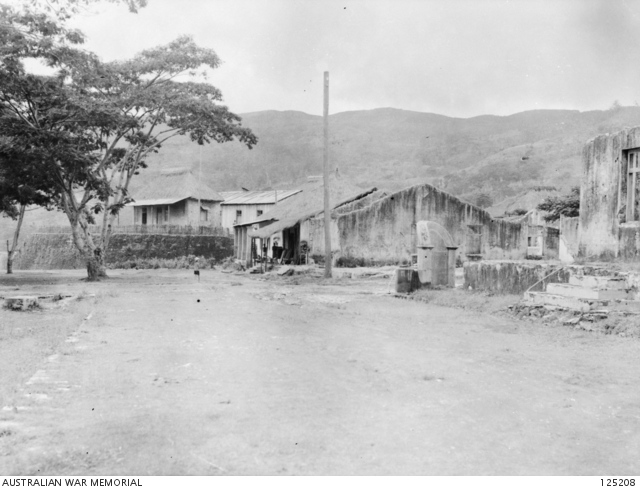
Die Hauptstraße Ermeras
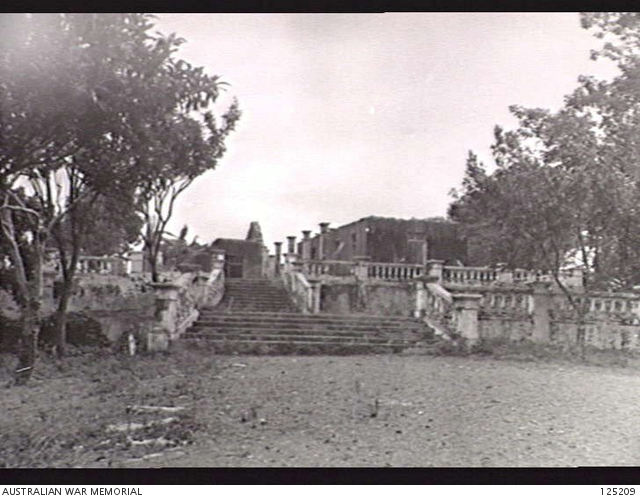
Die Ruinen des Militärpostens
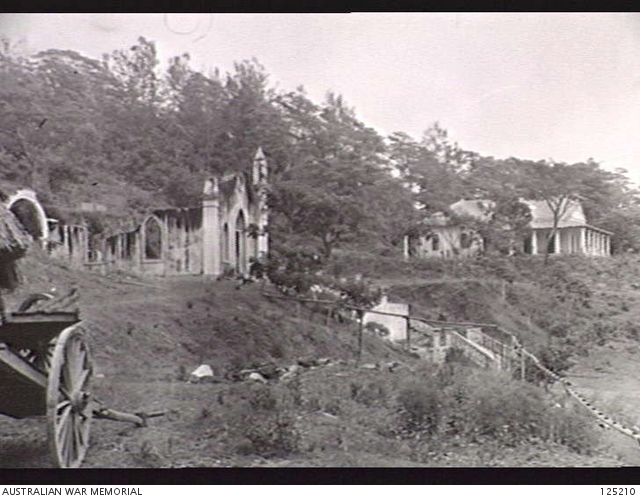
Die zerstörte Kirche und die Schule (rechts)

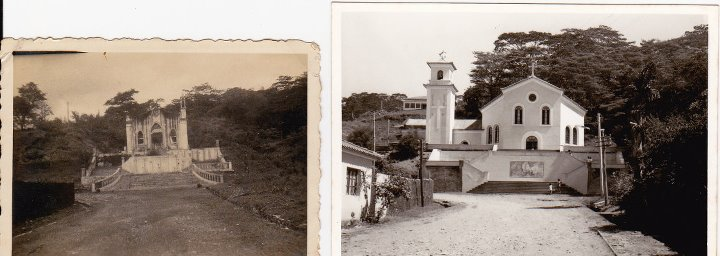
Die Kirche von Ermera nach ihrer Zerstörung im Zweiten Weltkrieg (Okt. 1945) und nach dem Wiederaufbau (Jun. 1970)

Anfang 1976 erreichten die indonesischen Invasionstruppen Ermera. Ein Teil der Bevölkerung floh aus Angst in die Berge. Nach der Eroberung von Samara (Verwaltungsamt Hatulia) am 24. April wurden 500 seiner Einwohner im Ort Ermera interniert, wo sie aufgrund der fehlenden Nahrungsmittelversorgung an Hunger litten. Weitere Internierungslager für Zivilisten, sogenannte Transit Camps, gab es im damaligen Subdistrikt Ermera Ende 1979 in Borohei (Suco Humboe), Mangero (Suco Riheu), Hotklokat (Suco Lauala) und Falimanu.
Anfang 1979 wurden etwa hundert Männer aus dem Suco Ponilala und der bisherigen Distriktshauptstadt Ermera von der indonesischen Besatzungsmacht an den Ort gebracht, wo heute die Stadt Gleno steht. Das indonesische Militär zwang die Männer das bisher unbewohnte Gebiet zu roden und von der Vegetation zu befreien, damit hier die neue Stadt gebaut werden konnte. Erfüllten die Zwangsarbeiter ihr Tagespensum nicht, wurden sie zur Bestrafung gefoltert. Drei Männer, die zu krank zum Arbeiten waren, wurden von den Soldaten umgebracht. Da man in der Zeit keine Gärten anlegen konnte, erfolgte die Versorgung mit Nahrungsmitteln durch das Militär. Als die Arbeiten an der neuen Distriktshauptstadt Gleno 1983 beendet waren, stellte das Militär die Versorgung ein. Die Familien der Zwangsarbeiter wurden nun ebenfalls nach Gleno zwangsumgesiedelt. Weil immer noch keine Gärten zur Grundversorgung angelegt worden waren, kam es zu Todesfällen durch Verhungern. Erst ab 1985 durften sich die Bewohner Glenos frei bewegen.
Am 10. April brannten indonesische Soldaten gemeinsam mit Darah Merah-Milizionären dutzende Häuser im Ort Ermera nieder.

## Einrichtungen

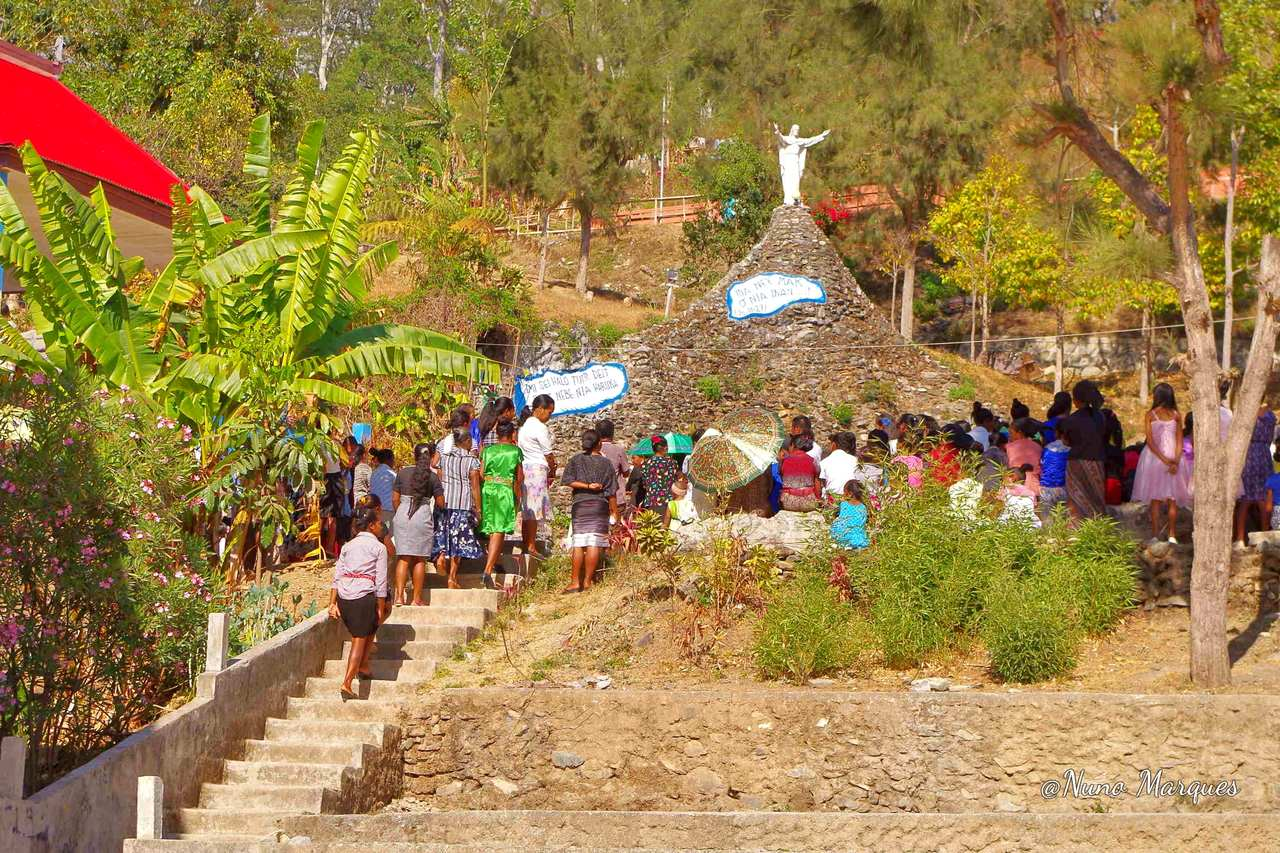
Jesusstatue in Ermera

Ermera verfügt über einen Hubschrauberlandeplatz, eine Grundschule (Escola Primaria Katolika Porahein), eine präsekundäre Schule, eine Sekundärschule (Escola Secundaria Katolik No. 746) und ein kommunales Gesundheitszentrum. Das East Timor Institute of Business (IOB) betreibt in Ermera Parallelklassen.
Die Pfarrkirche (Igreja Matriz) Imaculada Conceição stammt aus der portugiesischen Kolonialzeit. Ihr gegenüber steht am anderen Ende der Hauptstraße die Villa des ehemaligen Großgrundbesitzers. Direkt hinter der Kirche befindet sich die Sekundarschule.

## Persönlichkeiten
- João Maia da Conceicão (* 1969), Politiker
- Maria da Costa Exposto (* 1960), Politikerin
- Rui Manuel Hanjam (* 1969), Politiker
- Cláudio de Jesus Ximenes, Präsident des Tribunal de Recurso de Timor-Leste
- Gabriel Ximenes (1956–2009), Politiker